# Santiago Cerro Galan Airport
Santiago Cerro Galan Airport är en flygplats i Chile.   Den ligger i provinsen Provincia de Cauquenes och regionen Región del Maule, i den södra delen av landet, 300 km sydväst om huvudstaden Santiago de Chile. Santiago Cerro Galan Airport ligger 160 meter över havet.
Terrängen runt Santiago Cerro Galan Airport är platt åt sydost, men åt nordväst är den kuperad. Santiago Cerro Galan Airport ligger nere i en dal. Närmaste större samhälle är Cauquenes, 9,6 km söder om Santiago Cerro Galan Airport.
Trakten runt Santiago Cerro Galan Airport består i huvudsak av gräsmarker. Runt Santiago Cerro Galan Airport är det ganska glesbefolkat, med 22 invånare per kvadratkilometer.